# Ducky Buggy
Ducky Buggy war ein niederländischer Hersteller von Automobilen.

## Unternehmensgeschichte
J. M. F. Verhoef und B. Pel aus Oegstgeest gründeten 1972 das Unternehmen zur Produktion von Buggys. 1975 endete die Produktion, weil die Nachfrage nach Buggys nachließ.

## Automobile
Das Unternehmen stellte Buggys her. Die Fahrzeuge entstanden auf gekürzten Fahrgestellen vom VW Käfer. Die Preise begannen bei 1695 Niederländische Gulden für ein Kit und 3350 Gulden für ein Komplettfahrzeug.